# Ginásio da Portuguesa
O Ginásio da Portuguesa é um ginásio poliesportivo na cidade de São Paulo, Brasil.

## História

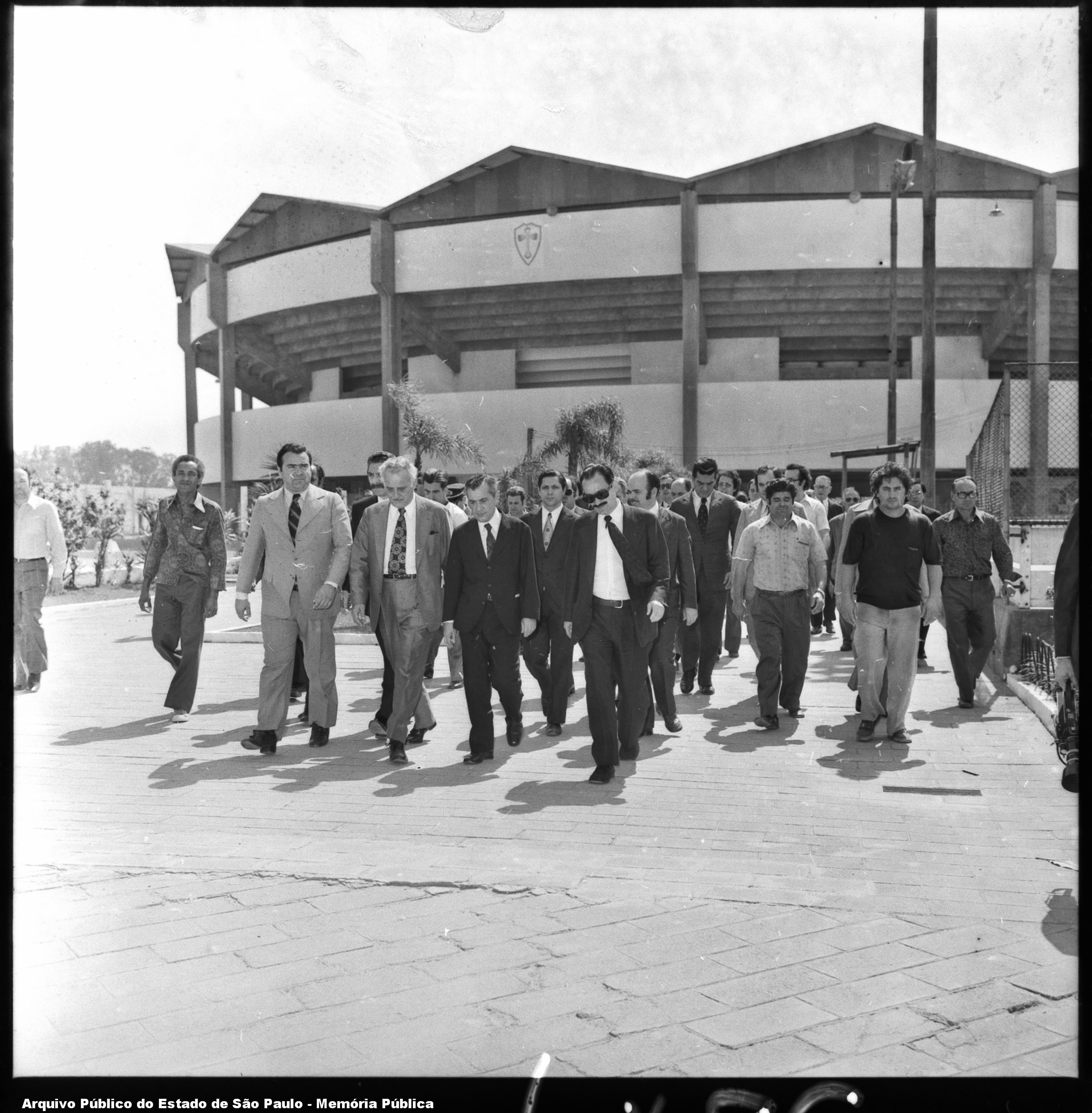
O governador Natel durante visita ao recém inaugurado Ginásio de Esportes da Associação Portuguesa de Desportos, 1974.
Arquivo Público do Estado de São Paulo.

O primeiro projeto para um ginásio (parte do complexo poliesportivo composto pelo Estádio do Canindé, Parque Aquático e Ginásio de Esportes) da Associação Portuguesa de Desportos foi proposto em 1963 pelos arquitetos Vilanova Artigas e Carlos Cascaldi. No entanto, apenas o parque aquático foi construído.
O atual ginásio foi projetado pelo arquiteto Hoover Américo Sampaio (1931), sendo seu projeto apresentado em 22 de abril de 1969. Estava praticamente pronto em janeiro de 1972, sendo inaugurado nessa época. Inicialmente sediava torneios de Hóquei em patins, basquete, futsal, além de eventos artísticos.
Com a crise econômica vivida pela Portuguesa, o ginásio foi arrendado para a Igreja Renascer em Cristo em 2015, pelo valor de 60 mil reais mensais por um período de dez anos.